# Полонський Яків Петрович
Яків Петрович Полонський (6 (18) грудня 1819, Рязань — 18 (30) жовтня 1898, Санкт-Петербург) — російський поет і прозаїк.

## Біографія
Народився в сім'ї бідного чиновника. Закінчивши гімназію в Рязані (1838), вступив до юридичного факультету Московського університету. Зблизився з А. О. Григор'євим і А. А. Фетом, познайомився також з П. Я. Чаадаєвим, О. С. Хомяковим, Т. М. Грановським.
У журналі «Вітчизняні записки» в 1840 опублікував перший вірш. Брав участь у студентському альманасі «Підземні ключі».
Після закінчення університету (1844) жив в Одесі, потім отримав призначення у Тифліс (1846), де служив до 1851. З 1851 жив в Санкт-Петербурзі, редагував журнал «Російське слово» («Русское слово») в 1859—1860 роках. Служив у Комітеті іноземної цензури, в Раді Головного управління у справах друку (1860—1896).
Помер в Санкт-Петербурзі, похований в Рязані на території Рязанського кремля.

## Творчість
Літературна спадщина Полонського дуже велика і нерівноцінна, включає в себе кілька збірок віршів, численні поеми, романи, оповідання.
Перша поетична збірка —  «Гами» («Гаммы», 1844). Випущена в Одесі друга збірка «Вірші 1845 року» («Стихи 1845 года») викликала негативну оцінку В. Г. Бєлінського. У збірці «Сазандар» (1849) відтворив дух і побут народів Кавказу. Невелика частина віршів Полонського відноситься до так званої громадянської лірики («Признаться сказать, я забыл, господа», «Миазм» та інші). Вірш «Узница» (1878) він присвятив Вірі Засулич. На схилі життя звертався до тем старості, смерті (збірка «Вечірній дзвін» «Вечерний звон», 1890).
Серед поем Полонського найзначніша поема-казка «Коник-музика» («Кузнечик-музыкант», 1859).
Писав також у прозі. Перша збірка прози «Оповідання» («Рассказы») вийшла окремим виданням у 1859 році. У романах «Зізнання Сергія Чалигіна» («Признания Сергея Чалыгина», 1867) і «Одруження Атуєва» («Женитьба Атуева», 1869) слідував І. С. Тургенєву. В основу роману «Дешеве місто» («Дешёвый город», 1879) лягли враження одеського життя. Автор дослідів в жанрі мемуарів («Мой дядя и кое что из его рассказов»).
1876 року написав короткі «Споминки про Шевченка» («Воспоминания о Шевченко»).
Багато віршів Полонського покладені на музику О. С. Даргомижським, П. І. Чайковським, С. В. Рахманіновим, С. І. Танєєвим, А. Г. Рубінштейном, М. М. Івановим і стали популярними романсами та піснями. «Пісня циганки» («Мой костёр в тумане светит»), написана в 1853 році, стала народною піснею.
Написав лібретто до опери «Коваль Вакула» («Кузнец Вакула») Петра Чайковського, за мотивами повісті Миколи Гоголя «Ніч перед Різдвом».